# 다카바야시 도시오
다카바야시 도시오(일본어: 高林 敏夫, 1953년 11월 15일 ~ )는 일본의 전 축구 선수이다.

## 국가대표팀 경력
그는 1974년 2월 12일 싱가포르과의 경기에서 일본 국가대표팀에 데뷔했다. 1974년 아시안 게임에도 출전했다. 그는 1976년까지 국제 A매치 통산 12경기에 출전, 2득점을 넣었다.

## 통계
| 일본 | 일본 | 일본 |
| 연도 | 출전 | 득점 |
| ---- | ---- | ---- |
| 1974 | 4    | 1    |
| 1975 | 0    | 0    |
| 1976 | 8    | 1    |
| 통산 | 12   | 2    |